# Nangang (köpinghuvudort i Kina, Jiangxi Sheng, lat 28,09, long 114,84)
Nangang är en köpinghuvudort i Kina. Den ligger i provinsen Jiangxi, i den sydöstra delen av landet, omkring 120 kilometer sydväst om provinshuvudstaden Nanchang. Antalet invånare är 12 721. Befolkningen består av 6 048 kvinnor och 6 673 män. Barn under 15 år utgör 20,0 %, vuxna 15-64 år 66 %, och äldre över 65 år 12,0 %.
Runt Nangang är det tätbefolkat, med 397 invånare per kvadratkilometer. Närmaste större samhälle är Shuanglin, 18,7 km sydväst om Nangang. I omgivningarna runt Nangang växer huvudsakligen savannskog.
Genomsnittlig årsnederbörd är 2 214 millimeter. Den regnigaste månaden är maj, med i genomsnitt 382 mm nederbörd, och den torraste är oktober, med 45 mm nederbörd.